# رامون روميرو
رامون روميرو (بالإنجليزية: Ramón Romero)‏ هو لاعب كرة قاعدة دومينيكاوي، ولد في 8 يناير 1959 في سان بيدرو دي ماكوريس في جمهورية الدومينيكان، وتوفي في 13 أكتوبر 1988 في ذا برونكس في الولايات المتحدة.

## وصلات خارجية
- رامون روميرو على موقع دوري كرة القاعدة الرئيسي (الإنجليزية)
- رامون روميرو على موقعبيزبول رفرنس.كوم (الدوري الرئيسي) (الإنجليزية)
- رامون روميرو على موقعبيزبول رفرنس.كوم (الدوري الثانوي) (الإنجليزية)